# Akutna ishemija mozga
Akutna ishemija mozga (AIM), ishemična nekroza mozga, infarkt mozga lat. infarctus cerebri acuta s. encephalomalacia alba je stanje u mozgu izazvano lokalnim prekidom krvotoka, u kojem moždano tkivo ne prima dovoljnu količinu kiseonika iz krvi zbog narušene cirkulacije u intracerebralnim ili ektracerebranim krvnim sudovima. Akutna ishemija prouzrokuje dramatično stanje praćeno gubitkom moždanih funkcija, a ponekad i smrću. Klinički se manifestuje simptomima moždanog udara.

## Etiologija
Akutna ishemija mozga nastaje kao posledica nagle, iznenadne okluzije (začepljenja) arterija, izazvane trombom ili embolusom iz udaljenih područja tela, ili kao posledica suženja arterija koje se hemodinamski ponašaju kao da su zatvorene (npr kod kod pada krvnog pritiska ili kod anemije)
Tromboza je češća u ekstrakranijalnom delu karotidnog sistema, a embolija u intrakranijalnom delu arterijskog sistema. Bazilarna arterija je češće začepljena trombom nego embolusom.
Tromboza je kod većine slučajeva posledica ateroskleroze. Ateroskleroza je najjače izražena na određenim anatomskim delovima arterija koje snabdijevaju mozak.
- na luku aorte ishodištu karotidnih arterija
- na mjestima bifurkacije velikih vratnih arterija
- na mjestima gdje arterije krivudaju, kao npr. na ulasku karotidne arterije u lobanju kroz petrožni deo temporalne kosti, gdje ova arterija stvara sigmoidnu okuku
- na mjestu gdje se velike arterije baza mozga spajaju s Vilisovim krugom ili odvajaju od njega
- na mjestu gdje se dvije vertebralne arterije spajaju u bazilarnu arteriju.

Embolija u moždanim krvnim sudovima je najčešće posledica tromboze u srčanim komorama i pretkomorama i u velikim krvnim sudovima sredogruđa i vrata. Najčešći uzroci su:
- muralni trombi u komori nakon miokardnog infarkta
- atrijalni trombi nastali zbog fibrilacije atrijuma
- valvularne vegetacije na mitralnom i aortnom ušcu kod enfokarditisa
- trombi nastali na ulčerisanim aterisjkeritsjun lezijama aorte, karotife i njihovih ogranaka.

Od ostalih vrsta embolija najvaznije su holesterolske embolije koje nastaju iz aterosklerotskih lezija aorte i velikih krvnih sudova vrata, dok su masna i vazdušna embolija rijetkost. Ostale okluzivne bolesti koje mogu da zahvate arterije, kao sto su nodozni poliarteritis, temporalni arteritis i sestemski eritematozni lupus, retkost su. Tromboza i embolije mogu ponekad da nastanu kod bolesnika s urofjenom trombohilijom, kao npr. mutacijom gena za faktor V Leiden ili manjkom antitrombina III, kao i kod
bolesnika s karcinomatozom ili primarnom policitemijom (lat. polycyhaemia vera).

## Patogeneza
Akutna ishemija ili Infarkt mozga, nastaje nakon naglog prekida dotoka krvi što ima za posledicu izumiranje ćelija moždano tkiva i pojavu nekroze. Veličina, smiještaj, oblik i obim tkivnog oštećenja u slučaju okluzije moždanih krvnih sudova zavise od mogućnosti snabdjevanja krvlju iz kolateralne cirkulacije koja potiče iz arterija Vilisovog kruga sudova na bazi mozga i pijalnih anastomoza na površini mozga. Nasuprot tim anastomozama, vrlo je malo anastomoza dubinskih penetrantnih arterija koje snabdijevaju talamus, bazalne ganglije i duboku belu masu, pa je ishemija u tim dijelovima mozga mnogo opasna.

## Patologija
Akutna ishemijska nekroza ili infarkti mozga prema svom izgledu, mogu se podijeliti u dvije grupe:

### Beli infarkt
Beli (ishemijski) infarkti (lat. encephalomalacia alba). Kao što im sam naziv kaže takvi su infarkti bleđi od okolnog moždanog tkiva, a nastaju kao posledica tromboze većih krvnih sudova. Najčešće se nalaze u području zone koju snabdijeva središnja cerebralna arterija, ali mogu da nastanu i u drugim područjima.
Akutna ishemija
Kod bolesnika koji umiru u toku prvog dana ne vide se nikakve definitivne promjene, iako područje infarkta može da djeluje blijedo zbog smanjenog pritoka krvi. Područje infarkta je edematozno, ali edem zahvata i okolno tkivo koje nije nekrotično. Prve mikroskopske promjene se vide kod onih bolesnika koji prežive 12 do 24 h. Ishemični neuroni nabubre, izgube Nislovu supstanciju i pretvore se u crvene neurone s poknotičnim jedrima.
Zapaljena reakcija i likvefakciona nekroza
Nakon 24 h dolazi do influksa neutrofila, koji vrlo brzo zamenjuju makrofagi. U dva do tri dana starom infarktu moždano tkivo deluje želatinozno i razmekšano, a granica između sive i bele mase postane neoštra. U području takvih infarkta vide se brojni makrofagi penušave citoplazme, prepune fagocitiranim lipidima i aktivirani gemistocitični astrociti. Glijalne ćelije su naročito brojne na periferiji infarkta, gde stvaraju glijalni ožiljak koji odvaja infarkt od okolnog tkiva. Ovo se razgraničenje uočava mikroskopski već nakon dva do tri dana, a pred kraj prve nedelje postaje uočljivo i makroskopski, jer se menja boja moždanog tkiva.
Resorpcija nekrotičnog tkiva
Na rubu infarkta, pri kraju prve nedelje pod dejstvom angiogenih faktora (angiogeneza) javlja se prokrvljenost zona građenih od glijalnog ožiljka. Makroskopski se oko infarkta vidi crvenkasti rub. Ovi novonastali krvni sudovi omogućavaju višestruko efikasniji priliv makrofaga, koji prepunjeni nekrotičnim debrisom napuštaju područje infarkta, čime doprinose resorpciji nekroze. Edem okolnog mozga obično postaje manje uočljiv ili se povlači.
Stvaranje pseudociste
Resorpcija nekrotičnog materijala ostavlja za sobom prazan prostor koji se potom puni tečnošću, difuzijom iz krvnih sudova. S obzirom da nadoknada nije potpuna (volumen za volumen), taj deo mozga deluje sa spoljašnje strane ulegnuto. Defekt tkiva koji je zamenjen novim tvorevinama mnogo se bolje vidi na poprečnom presjeku mozga. S obzirom da ovi „očišćeni“ prostori nisu obloženi epitelom, reč je o pseudocistama koje su makroskopski ograničene glijalnim ožiljcima.

### Crveni infarkt
Crveni (hemoragični) infarkt (lat. encephalamalacia rubra), obično se javlja nakon tromboembolije krvnih sudova mozga. Začepljenje nastaje fagmantisanim partikulama koji nakon dospeća u manje krvne sudove dovode do njihovog začepljenja. Tako mogu nastati i začepljenja više manjih krvnih sudova.
Crveni infarkt je obično manji od belog ali može da bude i multipli. Crveni infarkti nastaju, kao i beli, zbog začepljenja arterija, s tim što za razliku od belog infarkta, u kome tromb dugo ostaje u začepljenoj arteriji, trombi ili ebolusi koji prouzrokuju crveni infarkt ubrzo se nakon okluzije razgrađuju fibrinolizom. Nakon što plazminogen razgradi tromb, krv prodire kroz novostvorene lumene i perfunduje u zonu infarkta.
S obzirom da je ishemija izazvala ne samo nekrozu moždanog tkiva, nego i nekrozu zidova krvnih sudova, novopridošla krv se izliva iz krvnih sudova u područje infarkta, tako da zona infarkta poprima crvenu boju.

## Klinička slika
Empirijska klinička definicija moždanog udara zahteva da se ispune dva uslova: a) da neurološki deficit bude prisutan barem 24 h i b) da neurološki ispadi i simptomi budu takvi da se mogu lokalizovati na specifičan anatomski deo mozga. Ako simptomi i klinički nalazi potraju samo nekoliko minuta ili sati, nakon čega se bolesnik oporavi govorimo o tranzitornom ishemijskom napadu (engl. transient ischemic attack, TIA). Iako se većina ovakvih bolesnika oporavi bez dugotrajnih posledica, oko 30% će ipak nakon nekog vremena doživjeti moždani udar. Kod bolesnika kod kojih se ishemijska epizoda produži više od 24 sata, a bolest se naziva malim moždanim udarom (engl. minor stroke) ili reverzibilnim ishemijskim neurološkim deficitom (RIND).
Simptomi (ali i ishod) moždanog udara zavise od: patogeneze, tj. od toga da li je; infarkt prouzrokovan trombozom ili embolijom, veličine zone infarkta i anatomske lokalizacije infarktne lezije.
Faktori od kojih zavisi klinička slika moždanog udara
| Faktori                               | Znaci i simptomi |
| ------------------------------------- | --- |
| Patogeneza Infarkta                   | - Kod bolesnika kod kojih je infarkt nastao zbog tromboze simptomi i neurološki ispadi se pojavljuju postepeno, dok se simptomi embolijskih infarkta pojavljuju naglo. - Kod 30-50% trombotičnih infarkta moždanom udaru prethodi jedan ili više tranzitornih ishemijskih napada, dok se u embolijskim infarktima ne sreću ovakve premonitorne epizode. - Trombotični infarkti imaju nešto bolju prognozu od embolijskih infarkta; otprilike 10-20% bolesnika s trombotičnim infarktom umre, dok smrtnost od embolijskih infarkta iznosi 30%. |
| Veličina zone infarkta                | - Veliki infarkti mogu da izazovu brojne neurološke ispade, hemiplegiju ili gubitak svesti i progresivnu komu. - Manji infarkti prouzrokuju specifičan senzorni deficit, slepilo, afaziju itd., ili motorne deficite koji zahvataju mišice određene anatomske regije. |
| Anatomska lokalizacija infarktne zone | - Trombotični i embolijski infarkti su najčešće lokalizovani u području koje snabdjeva srednja cerebralna arterija. Takvi infarkti se manifestuju kontralateralnom hemiparezom i gubitkom osjećaja. - Afazija je znak oštećenja Brokinog područja dominantne hemisfere. - Defekti vidnog polja su posledica oštećenja okcipitalnog režnja. |

## Literatura
- Skvortsova, Veronika I.; Gusev, Eugene I.; Skvortsova, Veronica I. (2003). Brain ischemia. New York: Kluwer Academic/Plenum Publishers. ISBN 978-0-306-47694-5.
- „Mechanisms by which ischemia damages the nervous system has been published by Peter Lipton”. Архивирано из оригинала 24. 05. 2010. г. Приступљено 29. 05. 2011..

|  | Molimo Vas, obratite pažnju na važno upozorenje u vezi sa temama iz oblasti medicine (zdravlja). |